# Jakub Mareczko
Jakub Mareczko (Jarosław, Polónia, 30 de abril de 1994) é um ciclista italiano que atualmente corre para a equipa Vini Zabù. Nascido em Polónia e de origem polaca, instalou-se em Itália com sua mãe aos cinco anos em Brescia.

## Palmarés
| - 2014 (como amador) - Circuito do Porto-Troféu Arvedi - Troféu Cidade de Castelfidardo - 2015 - 2 etapas da Volta ao Táchira - 2 etapas da Volta à Venezuela - 1 etapa do Tour de Hainan - Tour do Lago Taihu, mais 7 etapas - 2016 - 1 etapa do Tour de San Luis - 1 etapa do Tour de Langkawi - 1 etapa da Settimana Coppi e Bartali - 2 etapas do Volta à Turquia - 3 etapas da Volta ao Lago Qinghai - 3.º no Campeonato Mundial em Estrada sub-23 - Tour de Yancheng - 3 etapas do Tour do Lago Taihu | - 2017 - 2 etapas do Tour de Langkawi - 1 etapa do Tour de Bretanha - Tour do Lago Taihu, mais 5 etapas - 5 etapas do Tour de Hainan - 2018 - 2 etapas do Sharjah Tour - 6 etapas da Volta a Marrocos - 1 etapa do Tour da China II - 3 etapas do Tour do Lago Taihu - 1 etapa do Tour de Hainan - 2020 - 3 etapas do Volta à Hungria - 2021 - Trofej Umag-Umag Trophy - 1 etapa da Settimana Coppi e Bartali |

## Resultados em Grandes Voltas e Campeonatos do Mundo
| Corrida            | Corrida            | 2015 | 2016 | 2017 | 2018 | 2019  | 2020 | 2021 |
| ------------------ | ------------------ | ---- | ---- | ---- | ---- | ----- | ---- | ---- |
|                    | Giro d'Italia      | —    | Ab.  | Ab.  | Ab.  | F. c. | —    | —    |
|                    | Tour de France     | —    | —    | —    | —    | —     | —    | —    |
|                    | Volta a Espanha    | —    | —    | —    | —    | —     | Ab.  | —    |
| Mundial em Estrada | Mundial em Estrada | —    | —    | —    | —    | —     | —    | —    |

—: não participa

F. c.: desclassificado por "fora de controle"

Ab.: abandono